# Лус (окръг, Мичиган)
Окръг Лус (на английски: Luce County) е окръг в щата Мичиган, Съединени американски щати. Площта му е 4952 km², а населението - 7024 души (2000). Административен център е село Нюбъри.